# Brief van Paulus aan de Romeinen

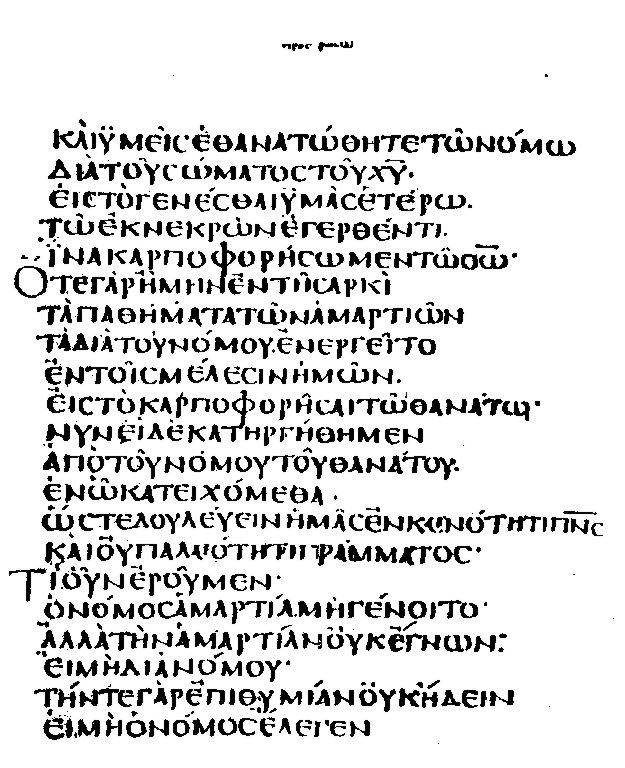
Rom 7:4–7 in de Codex Claromontanus (ca. 400 n.Chr.)

De Brief van Paulus aan de Romeinen (vaak kortweg Romeinen genoemd) is een boek in het Nieuwe Testament van de christelijke Bijbel. Het is een brief van de apostel Paulus aan een christelijke gemeenschap in Rome.  Het is de langste brief in de Bijbel, telt 16 hoofdstukken en is geschreven in het Koinè-Grieks.

## Achtergrond
De christelijke gemeenschap in Rome, waaraan de brief gericht is, werd niet door Paulus gesticht en Paulus heeft deze gemeenschap ook nog niet bezocht op het moment dat hij deze brief schrijft. Hij is dit echter wel van plan, en dat is dan ook de aanleiding voor de brief. Paulus beschouwt zijn werk in Klein-Azië en Macedonië als afgerond en hij is van plan om naar Spanje te reizen. Op weg daarheen wil hij de christenen in Rome een bezoek brengen en hij hoopt dat zij hem ook zullen ondersteunen bij zijn reis naar Spanje. Maar eerst wil hij nog naar Jeruzalem reizen om daar de opbrengst van een collecte, die christenen in Macedonië en Achaea voor de christenen in Jeruzalem gehouden hebben, heen te brengen. Volgens Handelingen van de Apostelen is het echter niet helemaal zo gelopen als Paulus verwacht had: hij wordt in Jeruzalem gearresteerd en, nadat hij als Romeins burger een beroep op de keizer doet, in gevangenschap naar Rome gebracht.
De brief werd waarschijnlijk in Korinthe geschreven en in Rome afgeleverd door Febe als vertegenwoordiger (diakonos) van de gemeente in Kenchreeën. Zij gold als prostatis (patrona, beschermvrouw) van die gemeente. De brief werd door ene Tertius voor Paulus opgeschreven. Paulus meldt dat hij in Korinthe verbleef bij Gajus. In dezelfde tekst noemt hij Erastus, die beheerder was van de financiën van de stad (mogelijk was hij een questor, maar de precieze betekenis van het gebruikte Griekse woord, oikonomos, is in dit verband niet duidelijk).
De precieze tijd dat de brief geschreven is, staat niet in de brief vermeld. Wel staat vermeld dat de apostel op het punt staat naar Jeruzalem te gaan om 'de broeders te versterken'. De brief werd dus geschreven aan het eind van zijn tweede bezoek aan Griekenland en tijdens het bezoek aan Korinthe waarover Paulus in De tweede brief van Paulus aan de Korintiërs spreekt. Over het algemeen dateert men de Romeinenbrief dus na 2 Korintiërs, in 56 of 57.

### De christelijke gemeenschap in Rome
Hoe de christelijke gemeenschap in Rome ontstaan is, is niet bekend. Uit de Romeinenbrief blijkt dat Paulus zelf deze in ieder geval niet gesticht heeft. Volgens de traditie is de gemeente in Rome gesticht door Petrus, die ook de eerste bisschop van Rome geweest zou zijn. Hieruit is het Pausschap voortgekomen.
In het laatste hoofdstuk van de brief groet Paulus 28 verschillende mensen. Paulus is op dat moment zelf nog nooit in Rome geweest, dus verschillende mensen die hij van elders kende zijn blijkbaar in Rome terechtgekomen. 
De Romeinenbrief suggereert dat de gemeente in Rome toen reeds talrijk was, en op meerdere plaatsen samenkwam. Zij bestond waarschijnlijk voor een groot deel uit niet-Joden.
Volgens Suetonius zou Claudius tijdens zijn regering als Romeins keizer, die van 41 tot 54 duurde, op een gegeven moment alle Joden opgedragen hebben Rome te verlaten, naar aanleiding van onlusten. Dezelfde suggestie is ook in Handelingen 18:2 te vinden. De precieze aard en omvang van zowel de onlusten als de door Claudius genomen maatregelen zijn niet duidelijk. Mogelijk heeft deze verbanning van Joden uit Rome ertoe geleid dat de christelijke gemeenschap op het moment dat Paulus de Romeinenbrief schreef voor een relatief groot deel uit niet-Joodse christenen bestond.

## Doel
In tegenstelling tot de andere brieven die door Paulus geschreven zijn, of aan hem toegeschreven zijn, is het doel van de Romeinenbrief niet direct duidelijk. De overige brieven van Paulus richten zich meestal op specifieke dwalingen of laakbaar gedrag in de aangeschreven gemeente, of hebben tot doel de lezers te sterken in verband met conflicten en vervolgingen. In de Romeinenbrief zijn zulke specifieke aanleidingen niet terug te vinden. De inhoud van de brief is een vrij algemene theologische uiteenzetting die niet speciaal op de gemeente in Rome afgestemd lijkt te zijn. Waarschijnlijk is de aankondiging van Paulus' bezoek aan Rome en zijn verzoek aan de christenen in Rome om hem te steunen bij zijn (zendings)reis naar Spanje de belangrijkste reden voor het schrijven van de brief. Deze is te beschouwen als een "sollicitatiebrief" om de gewenste steun te ontvangen bij Paulus' komst naar Rome. Dit verklaart de defensieve ondertoon en dat de retoriek van vraag en antwoord (bijvoorbeeld in 3:1-9 en 6:1-23) een apologetisch karakter heeft. Paulus probeert beschuldigingen en kritiek op hemzelf die de gemeente te Rome mogelijk ter ore was gekomen, onschadelijk te maken.

## Omstredenexegese: gehoorzaamheid aan de overheid
In de eerste zeven verzen van het 13e hoofdstuk van de brief wordt de lezer voorgehouden, de wereldlijke overheid te respecteren en te gehoorzamen: deze is volgens vers 4 door God opgelegd en dus indirect van Hem afkomstig. Vele regeringen, waaronder zelfs het regime van Adolf Hitlers Derde Rijk (zie ook: Deutsche Christen), hebben deze Bijbelpassage misbruikt om hun bewind aan christenen op te dringen. Tegenstanders van dergelijke dictaturen gebruikten dan een ander Bijbelvers (Handelingen 5:29): Men moet God meer gehoorzamen dan de mensen.
Een voor met name het protestantse christendom in West-Europa belangrijke stellingname op dit punt is te vinden in these 5 van de Theologische verklaring van Barmen. Dit tijdens de kerkstrijd in Duitsland in 1933 en 1934 ontstane geschrift, mede tot stand gekomen door Dietrich Bonhoeffer, is nog steeds mede richtinggevend voor de theologische opvattingen over de verhouding tussen de christen en de wereldlijke overheid.

## Inhoud
De inhoud kan puntsgewijs worden samengevat als:
- Inleiding (1:1-15)
- De reddende gerechtigheid van God is nodig voor de hele mensheid, Joden en niet-Joden (1:16-3:20)
- De reddende gerechtigheid van God, die aan Abraham was beloofd, is verschenen in Jezus Christus (3:21-4:25)
- De werkelijkheid van de reddende gerechtigheid van God (5-8)
- De reddende gerechtigheid van God en Israël (9-11)
- Het christelijke leven (12-15:13)
- Reisplan en groeten (15:14-16)